# Szalom Ber Stambler
Szalom Dow Ber Stambler (ur. 1982 w Kefar Chabad) – rabin chasydzki, obecny przewodniczący Chabad-Lubawicz w Polsce, rabin domu modlitwy Chabad-Lubawicz w Warszawie.

## Życiorys
Urodził się w Kefar Chabad w Izraelu w rodzinie należącej do ruchu Chabad-Lubawicz. Jego ojciec Zalman i bracia Meir i Lewi również są rabinami. Studiował w jesziwach w Tomchei Tmimim w Kefar Chabad, Migdal Haemek w Izraelu oraz w Montrealu. W 2004 otrzymał smichę rabinacką i od tego czasu był wykładowcą w jesziwie Chabadu w Londynie. Od 2005 jest przewodniczącym Chabad-Lubawicz w Polsce. 
Jego żoną jest Dina z domu Fleischman, z którą ma czterech synów oraz trzy córki. Płynnie mówi po hebrajsku, angielsku, rosyjsku, polsku i w jidysz.
W 2021 został odznaczony Odznaką Honorową „Bene Merito”.